# William Rubio
William Rubio (14 luglio 1971) è un pilota motociclistico francese ritiratosi dall'attività agonistica.

## Carriera
Ex pilota di Supersport, Rubio fu uno dei primi superider europei, detiene due titoli francesi e un italiano. Ha inoltre partecipato al Campionato del Mondo ed Europeo fino al 2003.

## Palmarès
- 1992: 3º posto Superbikers di Mettet
- 1993: 2º posto Campionato Francese Supermoto
- 1993: 2º posto Superbikers di Mettet
- 1994: 2º posto Campionato Francese Supermoto
- 1996: Campione Francese Supersport[3]
- 1996: 3º posto Superbikers di Mettet
- 1997: Vincitore Trofeo Nazionale Supermoto classe 400cc
- 1997: 2º posto Campionato Francese Supermoto classe 400cc
- 1998: Vincitore Coppa Italia Supermoto classe Prestige (su Husqvarna)
- 1998: Campione Francese Supermoto classe 400cc (su Husqvarna)
- 1998: Campione Francese Supermoto classe Prestige (su Husqvarna)
- 1999: 6º posto Campionato Francese Supermoto classe 400cc (su Husqvarna)
- 1999: 3º posto Campionato Francese Supermoto classe Prestige (su Husqvarna)
- 1999: 6º posto Campionato Europeo Supermoto (su Husqvarna)
- 1999: 4º posto Guidon D'or di Parigi (su Husqvarna)
- 2000: 2º posto Campionato Italiano Supermoto classe Sport (su Husqvarna)
- 2000: 2º posto Campionato Italiano Supermoto classe Prestige (su Husqvarna)
- 2000: 5º posto Campionato Francese Supermoto classe 400cc (su Husqvarna)
- 2000: 3º posto Campionato Francese Supermoto classe Prestige (su Husqvarna)
- 2000: 4º posto Campionato Europeo Supermoto (su Husqvarna)
- 2001: 5º posto Campionato Francese Supermoto classe 400cc (su Husqvarna)
- 2001: 3º posto Campionato Francese Supermoto classe Prestige (su Husqvarna)
- 2001: 5º posto Campionato Europeo Supermoto (su Husqvarna)
- 2002: 18º posto Campionato Francese Supermoto classe Prestige (su Husqvarna)
- 2002: 7º posto Campionato Europeo Supermoto (su Husqvarna)
- 2002: 3º posto Campionato del Mondo Supermoto (su Husqvarna)
- 2003: 10º posto Campionato del Mondo Supermoto  (su Husqvarna)
- 2003: 8º posto Extreme Supermotard di Bologna (su Husqvarna)